# Libnotes sokotrana
Libnotes sokotrana är en tvåvingeart som först beskrevs av Alexander 1920.  Libnotes sokotrana ingår i släktet Libnotes och familjen småharkrankar. Inga underarter finns listade i Catalogue of Life.